# リンゴ追分
「リンゴ追分」（リンゴおいわけ）は、1952年5月1日に発売された美空ひばりのシングル『リンゴ園の少女』のB面楽曲である。

## 解説
元々は、1952年4月にラジオ東京（現TBSラジオ）の開局を記念して放送されたラジオドラマ『リンゴ園の少女』の挿入歌として製作され、同年5月に主題歌の「リンゴ園の少女」をA面に、挿入歌の「リンゴ追分」をB面としたシングルが発売された。同年11月に『リンゴ園の少女』が当時15歳だったひばりの主演によって映画化された際にも、本楽曲が主題歌として使用された 。
当時としては戦後最大の売り上げとなる70万枚を売り上げ、最終的には130万枚の売り上げを記録するミリオンセラーとなった。これは美空ひばりの全シングル売り上げの歴代5位となっている。
本楽曲の舞台となった青森県弘前市のりんご公園には本楽曲の歌碑が建立されており、弘前市では毎年5月に「全日本リンゴ追分コンクール」が開催されている。
2000年には本楽曲が「りんごが大衆果実として国民に受け入れられる大きな契機となり、今なお人々の心をとらえ歌い継がれているなど、りんご産業の発展と本県のイメージアップに貢献した」として、故人のひばりに「青森りんご勲章」が授与された。
1979年の『第30回NHK紅白歌合戦』にひばりが紅白歌合戦30回記念として特別出演した際に、メドレーの2曲目として本楽曲が歌唱されるなど、ひばりがテレビ出演する際には本楽曲が多く歌唱された。
上述のように「リンゴ追分」は挿入歌であり、作曲の米山は主題歌「リンゴ園の少女」のほうに力を入れており、小沢が15分で作詞したと言われる歌詞にごく手軽に曲をまとめたものであった。
美空ひばりはシングル発売に先立つ1952年4月28日、同月29日に歌舞伎座で単独リサイタル『ひばり独唱会』を開催しているが、そこで発表された新曲が「ふるさとの鐘」「お祭りマンボ」「私の誕生日」「リンゴ追分」の4曲であった。

### リメイク・カバー
- 1991年に発売された男性アイドルグループ、忍者のシングル「リンゴ白書」は本楽曲を元にリメイクされた。
- 日本国外でもカバーされており、インストゥルメンタルでは、アーサー・ライマン（英語版）が1958年発売のアルバム『Taboo』にて「Ringo Oiwake」としてカバーしたり、ジャマイカのスカバンド、スカタライツが1965年に「Ringo」の曲名でカバーするなどしている。
- 2018年にポセイドン・石川が山下達郎風にアレンジした本曲でメジャーデビューしている。2019年発売のメジャーデビューアルバム『POSEIDON TIME』にも収録。
- マレーシアでは张凤萍によって福建語でカヴァーされている。

## 収録曲

### オリジナル盤
1. リンゴ園の少女
  - 作詞：藤浦洸、作曲・編曲：米山正夫
2. リンゴ追分（オリジナルバージョン）
  - 作詞：小沢不二夫、作曲・編曲：米山正夫

### 1963年盤
1. リンゴ追分（セルフカバー、1962年録音）
  - 作詞：小沢不二夫、作曲：米山正夫、編曲：山屋清
2. ブラウスとワイシャツの恋
  - 作詞：西沢爽、作曲・編曲：狛林正一

### 1991年盤
1. リンゴ追分（セルフカバー）
  - 作詞：小沢不二夫、作曲・編曲：米山正夫
2. 越後獅子の唄
  - 作詞：西条八十、作曲・編曲：万城目正